# Luigi Monti (scrittore)
Luigi Monti (Perugia, 1875 – Rapallo, 1935) è stato uno scrittore e farmacista italiano. Fu autore di poesie e di racconti. Noto anche con lo pseudonimo Don Pavana.

## Biografia
Luigi Monti, di famiglia borghese di tradizione liberale, patriottica e legata al risorgimento umbro, fu uno scrittore, poeta, farmacista e imprenditore perugino trasferito a Rapallo.
Molti avi di Luigi Monti parteciparono da protagonisti alle lotte risorgimentali. Coriolano Monti, il più noto, aveva aderito alla Guardia Civica nel 1847, era mazziniano alle origini, in seguito, come molti, si spostò su posizioni moderate, e come tale fu eletto più volte deputato negli anni Sessanta dell’Ottocento. Rimase invece sempre su posizioni radical-repubblicane un altro avo Benedetto Monti. Luigi Monti discendeva direttamente da sette patrioti tra cui una donna, Adelaide Monti, che aveva conosciuto a Londra  Giuseppe Mazzini e Dante Gabriel Rossetti, per i quali aveva trasportato lettere e messaggi tra l’Italia e l’Inghilterra. Lo zio paterno, l'avvocato Nicola Monti, è ricordato a Perugia per essere caduto giovanissimo, il 20 giugno 1859, al Frontone per la difesa della città. Il colonnello Dante Monti, altro suo zio, eroe di molte battaglie risorgimentali e fra i principali liberatori di Perugia nel 1860. Di ognuno Luigi scrisse, nel 1910, un breve ricordo nel libro di versi a loro dedicato Da la morte la vita.
Si laureò in Farmacia all'Università di Perugia e svolse la sua professione a Perugia, Bettona, Trevi, Pozzuolo, la Val di Pierle, Cortona e poi nel 1912 si trasferisce in Liguria, a Monterosso al Mare. Nel 1914 da imprenditore eclettico dotato di ingegno letterario, si trasferisce a Rapallo, dove crea l'”Ars Umbra” un negozio specializzato in manufatti e arti dell'Italia centrale. 
Ezra Pound definì Luigi Monti "decano feroce degli scrittori rapallesi"  nel numero del  24 agosto 1932 del Supplemento Letterario e lo elogiò nel suo libro Guide to Kulchur, e suo figlio il pittore Rolando Monti nel 1932 eseguì un ritratto di Pound tutt'ora visibile a Rapallo.
Come autore di poesie in vernacolo perugino si firma Don Pavana che sta a significare Signor Sberla.

## Opere
- Alcune poesie, Sinigaglia: Ditta Tip. Edit. Puccini e Massa, 1899
- Le vassallate de Don Pavana ed altre poesie, Perugia: Domenico Terese 1900. Riedito come Le vassallate de Don Pavana ed altre poesie in vernacolo peruginesco con presentazione di Averardo Montesperelli, Perugia: Guerra, 1965; riedito in versione anastatica con la prefazione di Gigi Monti come Le vassallate de don Pavana: 50 sonetti in vernacolo peruginesco, Perugia: Futura, 2017
- La vendetta politica ed altri sonetti dialettali, 1901
- Poesia d'altri tempi: Pagine elegiache, Cortona : Tip. Sociale, 1907
- Foce d'Arno, Pisa: stab. Valenti, [1909?]
- Sonetti quadresimali, 1906. Riedito Edizioni Averardo Montesperelli. Perugia: Guerra, 1965.
- Da la morte la vita: versi, Torino: Soc. Tip. Ed. Nazionale, 1910
- La mistica stirpe: novelle del serafico Oriente, Rapallo: Ars umbra, [1926]
- Mistica stirpe: novelle umbre, Genova: Marsano, 1931
- Le celebri majoliche umbre Deruta-Mastrogiorgio: continuate fino ai nostri giorni o rievocate nei luoghi di origine e nella loro peculiare arcaicità, Perugia: Unione tipografica cooperativa, 1922